# Hình Chiêu Lâm
Hình Chiêu Lâm (tiếng Trung: 邢昭林, bính âm: Xíng zhāolín) là diễn viên, người mẫu, ca sĩ người Trung Quốc. Anh được biết đến với vai Nguyệt Thất trong Sở Kiều truyện, Mặc Liên Thành trong Song Thế Sủng Phi.

## Sự nghiệp
Năm 2013, Hình Chiêu Lâm tham gia vào công ty giải trí Hàn Quốc SM Entertainment, nhưng vì nhiều lý do, Hình Chiêu Lâm đã chọn phát triển ở Trung Quốc.
Tháng 11 năm 2014, Hình Chiêu Lâm tham gia với tư cách khách mời trong chương trình truyền hình thực tế sinh tồn "Triệu người hâm mộ" do Tianjin Satellite TV, Sina và Zhongguang Tianze Media đồng sản xuất.
Tháng 1 năm 2015, Hình Chiêu Lâm vào vai diễn thành viên ban nhạc trong bộ phim điện ảnh hài giả tưởng "Trở lại tuổi 20" với dàn diễn viên chính Dương Tử San, Lộc Hàm.
Tháng 5 năm 2016, anh tham gia bộ phim truyền hình "Hành trình xuyên thời gian kỳ diệu" của đạo diễn Hứa Phú Tường và diễn viên chính Lâm Tâm Như và Giả Nãi Lượng, vào vai ca sĩ chính của ban nhạc. Tháng 6, anh tham gia bộ phim cổ trang "Sở Kiều truyện", diễn vai phụ Nguyệt Thất - tính cách lạnh lùng sắc bén, cơ trí dũng mãnh - cùng với các diễn viên Triệu Lệ Dĩnh, Lâm Canh Tân, Đậu Kiêu, Lý Thấm. Ngoài ra, tháng 7 năm 2016 cũng công chiếu bộ phim "Đao kiếm liễu loạn", trong đó anh đóng vai Bá Vương Thương.
Vào tháng 1 năm 2017, anh đóng vai chính Bát vương gia Mặc Liên Thành trong bộ phim cổ trang chiếu mạng "Song Thế Sủng Phi". Vào tháng 7, anh đóng vai chính Khương Chí Hạo trong bộ phim lãng mạn giả tưởng "Không thể ôm lấy em". Tháng 10, anh tham gia bộ phim huyền huyễn cổ trang "Vấn Thiên Lục chi Thiếu niên Chung Quỳ" của đạo diễn Lý Tiểu Giang, vào vai chính Chung Vân Phi. Vào ngày 3 tháng 12, Hình Chiêu Lâm đã giành được giải thưởng "Nam diễn viên truyền hình tiềm năng của năm" tại Tencent Tinh Quang Đại Thưởng năm 2017 cho màn thể hiện xuất sắc trong "Song Thế Sủng Phi".
Vào tháng 2 năm 2018, phần 2 của "Không thể ôm lấy em" được lên sóng. Vào tháng 3, anh tiếp tục trở thành Mặc Liên Thành trong "Song Thế Sủng Phi 2". Tháng 5, anh đảm nhận vai chính trong bộ phim truyền hình dành cho thanh niên "Gió lớn thổi qua" - Hạ Địch, một cựu thành viên của câu lạc bộ leo núi. Vào tháng 8, anh tham gia bộ phim truyền hình "Thế giới nợ tôi một mối tình đầu" vai Hạ Kha.
Vào ngày 20 tháng 1 năm 2019, Hình Chiêu Lâm vinh dự giành được giải thưởng "Nghệ sĩ gia tăng giá trị thương mại của năm" tại Lễ phát hành dữ liệu vàng giải trí Trung Quốc năm 2018 - 2019. Vào tháng 4, anh tham gia bộ phim truyền hình "Em là định mệnh đời anh" và đóng vai chính Vương Tích Dực. Tháng 10, anh vào vai chính Chu Tử Mặc - một nhà văn kiểu mẫu vừa xuất sắc về ngoại hình vừa có tài năng - trong bộ phim truyền hình "Không phụ thời gian". Vào ngày 19 tháng 12, anh đã giành được giải thưởng "Nam diễn viên xuất sắc nhất" của Nhóm phim truyền hình trực tuyến trong Lễ trao giải thường niên Diễn viên xuất sắc trên truyền hình Trung Quốc lần thứ 6.
Vào ngày 11 tháng 1 năm 2020, anh tham gia Lễ khai mạc Tiến vào Đương đại - Phát triển bền vững di sản văn hóa phi vật thể và giành được danh hiệu Đại sứ Công ích di sản văn hóa phi vật thể Thanh Hoa.
Vào tháng 6 năm 2020, Hình Chiêu Lâm một lần nữa hóa thân thành Mặc Liên Thành của "Song Thế Sủng Phi 3", tuy nhiên không còn là Bát vương gia mà là bị đưa tới thế giới song song và là Bát công tử của Mặc gia. Vào tháng 8, bộ phim truyền hình "Lập trình viên đáng yêu" khởi động máy, anh vào vai chính - nam thần IT Khương Dật Thành. Vào ngày 9 tháng 9, phim truyền hình chuyển thể của tác giả Minh Nguyệt Thính Phong - "Ba lần gả trêu ghẹo lòng quân" được phát sóng trên iQiyi, Hình Chiêu Lâm thủ vai chính Long Dược hay còn được gọi cung kính là Long Nhị gia. Vào tháng 12, anh ấy đảm nhận vai chính Kỷ Thần trong bộ phim truyền hình "Sơ ý meow phải anh".
Vào tháng 3 năm 2021, anh đảm nhận vai chính Bùi Diễn Trinh trong bộ phim truyền hình cổ trang "Trạch Quân ký". Ngày 17 tháng 7, chương trình tạp kỹ trò chơi quan sát tương tác liên thế hệ "Anh trai tràn đầy kiêu hãnh" được phát sóng, Hình Chiêu Lâm tham gia với vai trò là một người chơi cố định.

## Danh sách phim

### Phim điện ảnh
| Năm  | Tựa đề          | Tựa đề tiếng Trung | Vai diễn            |
| ---- | --------------- | ------------------ | ------------------- |
| 2015 | Trở lại Tuổi 20 | 重返20岁           | Thành viên ban nhạc |

### Phim truyền hình
| Năm            | Tựa đề                                 | Tựa đề tiếng Trung | Vai diễn         | Bạn điễn            | Ghi chú   |
| -------------- | -------------------------------------- | ------------------ | ---------------- | ------------------- | --------- |
| 2016           | Hành trình xuyên thời gian kỳ diệu     | 奇妙的时光之旅     | Ca sĩ ban nhạc   |                     | Vai phụ   |
| 2016           | Đao kiếm liễu loạn                     | 刀剑缭乱           | Bá Vương Thương  |                     | Vai phụ   |
| 2017           | Sở Kiều truyện                         | 楚喬傳             | Nguyệt Thất      |                     | Vai phụ   |
| 2017           | Song Thế Sủng Phi                      | 双世宠妃           | Mặc Liên Thành   | Lương Khiết         | Vai chính |
| 2017           | Không thể ôm lấy em                    | 无法拥抱的你       | Khương Chí Hạo   | Trương Dư Hi        | Vai chính |
| 2018           | Không thể ôm lấy em 2                  | 无法拥抱的你 II    | Khương Chí Hạo   | Trương Dư Hi        | Vai chính |
| 2018           | Song Thế Sủng Phi 2                    | 双世宠妃 II        | Mặc Liên Thành   | Lương Khiết         | Vai chính |
| 2019           | Gió lớn thổi qua                       | 强风吹拂           | Hạ Địch          | Lý Khải Hinh        | Vai chính |
| 2019           | Thế giới nợ tôi một mối tình đầu       | 世界欠我一个初恋   | Hạ Kha           | Bạch Lộc            | Vai chính |
| 2019           | Không phụ thời gian                    | 不负时光           | Chu Tử Mặc       | An Duyệt Khê        | Vai chính |
| 2020           | Em là định mệnh đời anh                | 你是我的命中注定   | Vương Tích Dực   | Lương Khiết         | Vai chính |
| 2020           | Ba lần gả trêu ghẹo lòng quân          | 三嫁惹君心         | Long Dược        | Tiêu Yến            | Vai chính |
| 2021           | Song Thế Sủng Phi 3                    | 双世宠妃 III       | Mặc Liên Thành   | Lương Khiết         | Vai chính |
| 2021           | Lập trình viên đáng yêu                | 程序员那么可爱     | Khương Dật Thành | Chúc Tự Đan         | Vai chính |
| 2021           | Vấn Thiên Lục chi Thiếu niên Chung Quỳ | 问天录之少年钟馗   | Chung Vân Phi    | Giang Nhân Tư       | Vai chính |
| Chưa phát sóng | Sơ ý meow phải anh                     | 一不小心喵上你     | Kỷ Thần          | Hồ Băng Khanh       | Vai chính |
| Chưa phát sóng | Trạch Quân ký                          | 择君记             | Bùi Diễn Trinh   | Trương Tuyết Nghênh | Vai chính |
| Chưa phát sóng | Cô gái của tôi                         | 我的女孩           |                  | Hình Phi            | Vai chính |

## Chương trình truyền hình
| Năm  | Ngày                      | Tên chương trình                     | Tựa đề tiếng Trung         | Giới thiệu |
| ---- | ------------------------- | ------------------------------------ | -------------------------- | --- |
| 2014 | 28/11; 5, 12, 19 và 26/12 | Triệu người hâm mộ                   | 百万粉丝                   | |
| 2017 | 3/9                       | Trái quýt cay                        | 橘子辣访                   | Hình Chiêu Lâm tiết lộ bí quyết giảm cân |
| 2017 | 9/9                       | Happy Camp - Khoái Lạc Đại Bản Doanh | 快乐大本营                 | Hình Chiêu Lâm lần đầu tham gia Happy Camp |
| 2017 | 13/9                      | Pháp tắc nấm tinh                    | 蘑菇星法则                 | Hình Chiêu Lâm tiết lộ trải nghiệm xấu hổ trong Song Thế Sủng Phi |
| 2017 | 4/10                      | Đêm Trung Thu 2017 (kênh Hồ Nam TV)  | 2017湖南卫视中秋之夜       | Hình Chiêu Lâm và Lương Khiết rải đường trong cùng một hộp |
| 2017 | 5/10                      | Câu chuyện nhỏ của Ngôi sao lớn      | 大明星小故事               | |
| 2017 | 19/10                     | Hát karaoke đón xe                   | 搭车卡拉SHOW               | Hình Chiêu Lâm chải tóc cho bé gái |
| 2017 | 26/10                     | Xiao Zi CHIC                         | 小资CHIC                   | Hình Chiêu Lâm: Thân sĩ khiêm tốn, tiền đồ vô lượng |
| 2018 | 16/2                      | Dạ tiệc Tết Nguyên Đán toàn cầu 2018 | 2018全球华侨华人春节大联欢 | Hình Chiêu Lâm hát và nhảy để chào mừng năm mới |
| 2018 | 27/10                     | Happy Camp - Khoái Lạc Đại Bản Doanh | 快乐大本营                 | Hình Chiêu Lâm và Lương Khiết giành được tư cách đại diện cho việc từ thiện cho một trường tiểu học có hoàn cảnh khó khăn                                              |
| 2021 | 17/7                      | Anh trai tràn đầy kiêu ngạo          | 牛气满满的哥哥             | Hình Chiêu Lâm tham gia với tư cách thành viên đội em trai (đội tiểu ca). Đây là phần 2 của Anh trai tràn đầy kiêu hãnh, Hình Chiêu Lâm là thành viên cố định mùa này. |

## Một số ca khúc thể hiện
| Năm  | Ca khúc                  | Tựa đề tiếng Trung | Album                                | Nghệ sĩ phối hợp |
| ---- | ------------------------ | ------------------ | ------------------------------------ | ---------------- |
| 2019 | Bí mật của toàn thế giới | 全世界的秘密       | Gió lớn thổi qua OST                 | Lý Khải Hinh     |
| 2019 | Tình yêu đầu             | 初恋               | Thế giới nợ tôi một mối tình đầu OST |                  |
| 2020 | Chân thật                | 当真               | Em là định mệnh đời anh OST          | Lương Khiết      |

## Giải thưởng và Đề cử
| Thời gian | Sự kiện                                                                  | Hạng mục                                          | Tác phẩm đề cử                    | Kết quả   | Nguồn  |
| --------- | ------------------------------------------------------------------------ | ------------------------------------------------- | --------------------------------- | --------- | ------ |
| 2017      | Tinh Quang Đại Thưởng 2017 (11th Tencent Video Star Awards)              | Nam diễn viên truyền hình tiềm năng               | Sở Kiều truyện, Song Thế Sủng Phi | Đoạt giải | [ 23 ] |
| 2017      | Báo cáo chỉ số minh tinh 2017                                            | Tân vương hấp dẫn fan của năm                     |                                   | Hạng 3    | [ 24 ] |
| 2019      | Lễ phát hành dữ liệu vàng giải trí Trung Quốc năm 2018-2019              | Nghệ sĩ gia tăng giá trị thương mại của năm       |                                   | Đoạt giải | [ 12 ] |
| 2019      | Lễ trao giải Nam diễn viên xuất sắc của Truyền hình Trung Quốc lần thứ 6 | Nam diễn viên xuất sắc (hạng mục phim chiếu mạng) |                                   | Đoạt giải | [ 25 ] |
| 2020      | Tinh Quang Đại Thưởng 2020 (Tencent Video Star Awards)                   | Diễn viên truyền hình tiềm năng                   |                                   | Đoạt giải | [ 26 ] |

## Đánh giá nhân vật
- Hình Chiêu Lâm, "tiểu thịt tươi" nổi tiếng với vẻ ngốc ngốc đáng yêu cùng cao lãnh, không chỉ thể hiện xuất sắc xuyên suốt chương trình, được gần một triệu khán giả chú ý và yêu mến mà còn trở thành một ngôi sao mới đầy triển vọng trong ngành và được ca ngợi về sự phát triển trong tương lai "Tiền đồ vô lượng". Trong bối cảnh làn sóng Hàn Quốc càn quét khắp làng giải trí, ngoại hình, tính cách và khí chất, điều kiện toàn diện của cậu ấy đều rất tốt, vì vậy khả năng phát triển trong tương lai của cậu ấy là vô hạn. (Sina Entertainment đánh giá)
- Trong "Song Thế Sủng Phi", Bát vương gia Mặc Liên Thành do Hình Chiêu Lâm thủ vai, khí chất nam thần cao lãnh và sủng nịch cùng tồn tại đã được khán giả công nhận và yêu mến.[27] (Tencent Entertainment đánh giá)
- Hình Chiêu Lâm lịch lãm và phong độ, với đặc điểm chân dài thu hút vô số ánh nhìn, anh có đầy đủ các cử chỉ của một quý ông. Ánh mắt thâm thúy, biểu tình trầm ổn, giữa lơ đãng toát ra văn nhã đầy mị lực.[28] (NetEase Entertainment đánh giá)